# Смесен църковен хор „Евстати Павлов”
Смесен църковен хор „Евстати Павлов“ е хор към храм „Света Троица“, Ловеч.

## Предистория
Храм „Света Троица“ се намира в ловешкия квартал „Хармането“. Създаден е като малък квартален храм през 1868 г. По време на освобождението на Ловеч от османско владичество получава повреди и щети. Възстановителните работи под покравителството и участието на подполковник Арнолд Ремлинген са през 1879 – 1883 г. От 1892 г. в продължение на седем години храма е пристроен и се превръща в катедрален за Ловчанския митрополит.
Първия катедрален хор е създаден през 1894 г. и е тригласен с диригент Недю Василев. През следващите десетилетия в зависимост от състава на хористите е мъжки, ученически и смесен. Сред видните му диригенти са: Евстати Павлов, Симеон Полеганов, Беньо Тотев, Христо Недков и Красимир Андреев.

## Съвремие
В сегашния си вид хорът е от 2006 г., а негов патрон е дългогодишният му диригент Евстати Павлов. Участва в богослуженията в катедралния храм „Света Троица“ и в концертния живот на града. Репертоарът включва песнопения, които дават ясен звуков образ на ортодоксалната ни традиция: старобългарски монодични песнопения, хорово пеене a capella от класиците на българската църковна музика Добри Христов и Петър Динев, както и съвременни песнопения от композитора Стоян Бабеков. За светските тържества хорът е подготвил обработки на народни песни от Николай Кауфман, Петър Льондев, Стефан Драгостинов и Красимир Кюркчийски.
През 2008 година хорът участва във фестивала за традиционни народни изкуства „Балкан-фолк“ (Велико Търново). Отличен е със званието „Лауреат“. Присъден е и Диплом за съществен принос при съхранение и развитие на българските традиционни изкуства. Диплом за високо художествено майсторство получава през 2009 г. от участието си в VI Международен фестивал на православната музика „Св. Богородица-Достойно есть“ (Поморие). Диригент на хора от 02.08.2006 до 04.06.2016 г. е Димитрина Дренска, а вокален педагог – Доротея Динкова. От 2016 г . диригент и вокален педагог на хора е Доротея Динкова.
От юли 2020 г. по идея и с благословението на Ловчанския митрополит Гаврииил  хора е с ново име Цъковен хор „Благовещение“. 